# Axel Einar Ljung
Axel Einar Ljung, född 20 juli 1883 i Ettak, Velinga socken, död 9 augusti 1983 i Vilskegården, Floby i Västergötland, var Sveriges siste indelte soldat.
År 1901 antogs Axel Einar Wahl, 18 år gammal, som knekt no 483 vid Vartofta kompani, Skaraborgs regemente för roten Ingarp Sörgården, Sandhems socken. 
I samband med antagningen till knekt fick han soldatnamnet Ljung.
Axel Ljung befordrades till både korpral och furir och fick 1942, vid 59 års ålder, avsked.
Den 20 juli 1983, då Ljung fyllde 100 år, firades han med tal och militärmusik.